# Tema da Trácia
Tema da Trácia, conhecido também como Tema Trácio, foi uma tema (província civil-militar) do Império Bizantino, localizado no sudoeste dos Bálcãs e que abarcou diferentes partes da região homônima durante a sua história.

## História
Tradicionalmente, acredita-se que o Tema Trácio tenha sido fundado por volta de 600 como resposta à ameaça búlgara. Esta teoria se baseia na menção de um tal patrício Teodoro, conde de Opsício e hipoestratego da Trácia em 680-681. Porém, é incerto se isto implica a existência da Trácia como um comando militar distinto, com Teodoro acumulando duas funções, ou se a Trácia estava administrativamente unida ao ao Tema Opsiciano. Na realidade, diferentes estrategos da Trácia não aparecem inequivocamente nas fontes literárias até 742, enquanto que selos dos estrategos sobreviventes só aparecem a partir do século VIII. Inicialmente, Adrianópolis foi provavelmente a capital temática.
Sob a imperatriz Irene de Atenas, no final do século VIII, o tema foi dividido, com a parte ocidental se tornando o Tema Macedônio. A partir daí, a capital trácia passou a ser Arcadiópolis, com turmarcas subordinados em Bizie e Sozópolis. Outro, chamado turmarca da Trácia (tourmarches tes Thrakes) também é atestado nas fontes, possivelmente o enviado do estratego em Arcadiópolis. Os geógrafos árabes ibne Cordadebe (c. 847) e ibne Alfaci (c. 903) mencionam-o como se estendendo "da Longa Muralha [a Muralha de Anastácio]" até "a terra dos eslavos", ao norte até o país dos búlgaros, contendo dez fortalezas e 5 000 soldados.
De fato, as fronteiras temáticas flutuavam de acordo com as mudanças provocadas pelas guerras bizantino-búlgaras. Inicialmente, deve ter abrangido a maior parte da antiga Diocese da Trácia, exceto a região ao longo do Danúbio, conquistada pelos búlgaros (Mésia Inferior), mas, após as conquistas dos cãs Crum (r. 803–814), Omurtague (r. 815–831) e Simeão I (r. 893–927), a fronteira se moveu gradativamente para o sul da cordilheira dos Bálcãs para, grosso modo, a região onde hoje está a fronteira com a Grécia e a Turquia.
Na virada do século IX, o tema abrangia essencialmente a metade oriental da moderna Trácia Oriental, com uma extensão ao longo da costa até Anquíalo. A partir do século XI, Trácia e Macedônia parecem ter sido geralmente combinadas, como atestam os numerosos estrategos e juízes (kritai) que tinham jurisdição sobre ambos os temas. O nome desapareceu do uso administrativo corrente durante o período Paleólogo, mas ainda se encontra em alguns historiadores da época como um termo arcaico.